# Алімов Олександр Володимирович
Алімов Олександр Володимирович (нар. 18 жовтня 1984, Львів — пом. 5 грудня 2022, Діброва, Луганська обл.) — молодший сержант Збройних Сил України, учасник російсько-української війни, який загинув під час російського вторгнення в Україну.

## Життєпис
Олександр Алімов народився 18 жовтня 1984 року в м. Львів, Україна.
Навчався у СШ № 4, м. Львів. Після закінчення школи вступив до Національного університету «Львівська політехніка», де у 2009 році  здобув спеціальність «інженер-механік». 
У 2007 році розпочав працювати консультантом у ПрАТ «Київстар». У 2013 році став провідним інженером у відділі інформаційних технологій компанії «Перша приватна броварня». 
Одружився у травні 2016 року. Того ж року вступив до «IT Step Academy», де пройшовши фахове навчання розпочав працювати у сфері ІТ.
У період з 2018 по 2021 працював у компанії «LaSoft», з 2021 року перейшов у компанію «EPAM Systems». 
Олександр мав багато вподобань, любив подорожувати, читати та відвідав велику кількість країн світу. Його захопленнями були походи в гори та байкінг. Займався різними видами спорту: біг, футбол, баскетбол, сквош. Не одноразово брав участь у спортивних змаганнях. Любив тварин та часто ними опікувався. 
З початком російського вторгнення в Україну у лютому 2022 року добровольцем став на захист України. Боровся проти держави-терориста у складі 125-ї окремої бригади територіальної оборони ЗСУ та здобув звання «молодший сержант». 
5 грудня 2022 року молодший сержант Алімов Олександр був визначений командиром групи швидкого реагування, яка вийшла з додатковим БК для прикриття позиції в районі якої тривав наступ ворожої піхоти. Його група вступила у стрілецький бій з противником, який зайшов в тил позиції. Під час зіткнення, був поранений один із членів ГШР. Як командир, він ухвалив рішення про переміщення пораненого побратима в безпечне місце, після цього повернувся до основної групи та продовжив стрілецький бій. Під час бою отримав кульове смертельне поранення в область скроні від чого загинув на місці.
Похований на Полі Почесних поховань Личаківського кладовища м. Львова.
У загиблого залишилися батько, дружина та брат.

## Нагороди
У лютому 2024 року відповідно до указу Президента України № 135/2023 Олександру Алімову за особисту мужність і самовідданість, виявлені у захисті державного суверенітету та територіальної цілісності України, вірність військовій присязі було посмертно відзначено державною нагородою: орденом «За мужність» III ступеня.
В травні 2024 відповідно до указу Міністра оборони України № 786 від 21 травня 2024 року відзначено медаллю «Захиснику України».